# Synagoga w Złoczewie
Synagoga w Złoczewie – synagoga zbudowana w XVIII wieku, według projektu Benjamina Hillela. Zdewastowana podczas II wojny światowej przez hitlerowców. Po wojnie w synagodze znajdował się magazyn GS. Na początku lat 90. XX w. z powodu złego stanu technicznego synagoga została zburzona.

## Historia
Synagoga w Złoczewie była przez długi czas drewnianą budowlą. Jej budowniczym był znany architekt, twórca synagog w regionie, Beniamin Hilel wywodzący się z Łasku. Murowana synagoga powstała w Złoczewie przy Rynku 12 około 1905 r.
Ponadto do 1939 r. istniały w mieście prywatne domy modlitwy:
- Dom Modlitwy Chasydów – Kościelna 13 (ufundowany ok. 1880 r. przez K. Zylberberga),
- Dom Modlitwy Chasydów – Rynek 21 (ufundowany w 1925 r. przez Moszka Gielbarta),
- Dom Modlitwy Chasydów – Rynek 19 (ufundowany w 1923 r. przez Abrama Szmula Lipszyca),
- Dom Modlitwy Grupy „Bikur-Cholim (?)” – Rynek 19 (ufundowany przez Abrama Szmula Lipszyca w 1923 r.),
- Dom Modlitwy Mizrachi „Żydowskiego Komitetu Ratunkowego” – 11 listopada 10 (ufundowany w 1920 r. przez Dawida Lututowskiego.

Na początku XIX w. rabinem Złoczewa był Mojżesz Berek. Od 1914 r. rabinem Złoczewa był Jankiel Dawid Lewkowicz, syn Pinkusa i Sury z Rubinów, urodzony w 1878 r. w Górze Kalwarii. W 1900 r. został „uznany za rabina” przez Wielkich Rabinów Hazemblasa z Warszawy i Algazego z Andrzejowa. Pełnił funkcje podrabina w Górze Kalwarii (1900-1913) i rabina w Burzeninie (w 1913 r.). Jego żoną była Gittla Ruchla z Posnersów (?).